# نظریه تجمیعی ذهن
نظریه تجمیعی ذهن (به انگلیسی: Bundle Theory)، که توسط دیوید هیوم، فیلسوف اسکاتلندی قرن هجدهم طرح شده‌است، نظریه هستی شناختی در مورد شیء است که در آن یک شیء فقط از مجموعه ای از خواص، روابط یا حرکات تشکیل شده‌است.
بر اساس نظریه تجمیعی ذهن، یک جسم از خواص آن تشکیل شده‌است و هیچ چیز دیگری ندارد؛ بنابراین، نمی‌توان شیئی بدون خواص داشت و نمی‌توان چنین شیئی را تصور کرد. به عنوان مثال، وقتی به سیب فکر می‌کنیم، به خواص آن فکر می‌کنیم: قرمزی، گردی، نوع میوه بودن و غیره. سیب چیزی نیست جز مجموعه ای از خواص آن. به‌طور خاص، هیچ مادّه ای وجود ندارد که ویژگی‌ها در آن ذاتی باشد. (چنین مادّه یا شیئی درنزد فیلسوفان عقل‌گرای قبل از هیوم جوهر نامیده می‌شد)

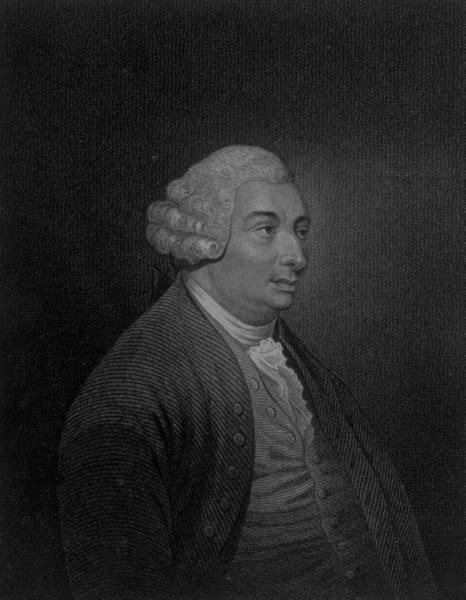
دیوید هیوم که نظریه تجمیعی ذهن از نظریات او برگرفته شده‌است

هیوم همهٔ محتوای ذهن را از تجربه بیرون می‌کشد. او کلمه ادراکات را برای شمول بر محتوای ذهن به وجه عام به کار می‌برد، و ادراکات را به اِنطباعات و تصوّرات تقسیم می‌کند. انطباعات داده‌های بی میانجی تجربه، مانند احساسات هستند. هیوم تصوّرات را به نسخه‌ها یا صورت‌های ذهنی خفیفِ انطباعات در اندیشیدن و استدلال وصف می‌کند. اگر به اتاقم بنگرم، انطباعی از آن می‌پذیرم. هنگامی که چشمانم را می‌بندم و به اتاقم می‌اندیشم، تصوّراتی که حاصل می‌کنم عبارت از بازنمودهای دقیق انطباعات من اند. هیچ حالی نیست که در یکی باشد و در دیگری یافته نشود.تصورات و انطباعات همیشه مطابق یکدیگر می‌نمایند.
انطباعات را می‌توان به انطباعات احساس و انطباعات بازتابی تقسیم کرد. از نظر هیوم گونه اول از علل ناشناخته در نفس نشأت می‌گیرد و انطباعات بازتابی از تصوّرات نشأت می‌گیرد؛ مثلاً من انطباعی از سردی دارم که با رنج همراه است. پس از بازایستادن انطباع سردی، نسخه ای از آن در ذهن من شکل می‌گیرد که تصوّر نامیده می‌شود، و می‌تواند انطباعات جدید رنج را فراهم آورد، این رنج پدید آمده یک انطباع بازتابی است. اما از نظر هیوم حتی اگر این انطباعات بازتابی پس از تصور بوجود آماده است، اما در نهایت از انطباعات احساس نشأت گرفته‌اند و در نظر هیومم به‌طور کلّی انطباعات مقدّم بر تصوّرات اند.

با این حساب، تصوّری که ما از یک جسم داریم، باز نماینده انطباعات ما از آن جسم است نه خود آن جسم. این مخالف نگاه عقل‌گرا و رئالیست قبل از زمان هیوم است که بیان می‌کند چیزی به اسم جوهر یک جسم در خارج و جهان واقع موجود است.
هیوم می‌پرسد، که تصور جوهر، بر فرض اینکه چنین تصوری وجود داشته باشد، از کدام انطباع یا انطباعاتی مشتق می‌شود. تصوّر جوهر مشتق از انطباعات احساس نمی‌تواند باشد. چون اگر دریافته چشم است باید رنگ باشد، اگر دریافته گوش است باید صوت باشد، اگر دریافته چشایی است باید مزه باشد. ولی هیچ‌کس تصدیق ندارد که جوهر عبارت از رنگ یا صوت یا مزه است. پس اگر تصوّری از جوهر هست باید مشتق از انطباعات بازتابی باشد که از نظر هیوم این نوع از انطباعات را می‌توان به انفعلات و عواطف تجزیه کرد، و کسانی که سخن از جوهر می‌گویند، چنین چیزی را در نظر ندارند. بنابر این تصوّر جوهر نه از انطباعات احساس ناشی می‌شود نه از انطباعات بازتابی. پس با این استدلال چنین بر می‌آید که به تعبیر درست تصوّر جوهر هرگز وجود ندارد.
در تبیین نظریه تجمیعی ذهن، می‌توان به این گفته هیوم اشاره نمود:
«تصور جوهر، چیزی نیست مگر مجموعه ای از تصورات بسیط که متخیّله یگانه شان کرده‌ است و نامی ویژه بر آن داده شده‌ است که به یاری آن می‌توانیم چنان مجموعه را برای خودمان یا برای دیگران فرا بخوانیم.»

## واژه نامه
1. ↑  substance
2. ↑  perceptions
3. ↑  impressions
4. ↑  ideas
5. ↑  impressions of sensation
6. ↑  impressions of reflection